# Kavaliersschmerzen
Kavaliersschmerzen oder Bräutigamsschmerzen, auch Blaue Hoden oder mit Bezug auf die sexuelle Frustration „Traurige Hoden“ (englisch blue balls) oder im Volksmund „Hodenkrampf“ genannt, reichen von unangenehmen Spannungsgefühlen bis hin zu starken Schmerzen im Bereich des Unterbauchs oder des Hodens, die nach sexueller Erregung ohne folgende Ejakulation auftreten und auch nach einer Ejakulation anhalten können.

## Vorgang
Während der sexuellen Erregung des Mannes fließt Blut durch die erweiterten Arterien in die Geschlechtsteile, zuerst in den Penis, dann in die Hoden, während sich die Venen, die Blut von den Geschlechtsteilen ableiten, im Zustand der sexuellen Erregung verengen (siehe Vasokonstriktion). Dieser ungleiche Blutfluss erhöht die Blutkonzentration im Genital und ist behilflich bei der Erektion des Penis und der Anschwellung der Hoden. Das angesammelte Blut verleiht der Haut der Hoden eine bläuliche Färbung, weshalb dieser Zustand im Englischen auch Blue balls genannt wird. Die Blutgefäße im Genitalbereich werden während der Vasokongestion enorm erweitert, und die Hoden können in diesem Zustand 25–50 % größer werden.
Der eigentliche Grund für die Schmerzen in Samenleiter und Nebenhoden sind Krämpfe der glatten Muskulatur der Samenwege.
Wenn der Mann einen Orgasmus erreicht und ejakuliert, nehmen die Arterien und Venen ihre ursprüngliche Größe wieder an, die Blutmenge im Genital vermindert sich, und auch Penis und Hoden verkleinern sich schnell wieder. Falls der Mann nicht ejakuliert, kann er wegen der immer noch vorhandenen Vasokonstriktion ein anhaltendes Gefühl von Schmerz, Druck oder Unwohlsein in den Hoden empfinden, das in die Leiste ausstrahlt.

## Vorkommen und Begleiterscheinungen
Das Phänomen kommt hauptsächlich bei Personen vor, die längere Zeit sexuell wenig aktiv sind. (Bei Frauen kann ein ähnlicher Schmerz im Intimbereich auftreten, wenn nach starker Erregung kein Orgasmus erreicht wird, jedoch gibt es hierfür keine eigene Bezeichnung.) Je nach Veranlagung können die Schmerzen sehr intensiv sein und subjektiv sehr beunruhigend wirken, zumal sie auch bei sexuell unerfahrenen Personen und nicht nur bei direkten erotischen Interaktionen auftreten. Sie können dann zum Beispiel für Tumorschmerzen gehalten werden. Eine gesundheitliche Gefahr geht von dem Kavaliersschmerz nicht aus.
Im Grunde sind die Beschwerden nicht schädlich, bei länger andauernden Schmerzen sollte jedoch ein Arzt konsultiert werden, um etwaige Blutabflussstörungen oder andere ernsthafte Erkrankungen auszuschließen. Kavaliersschmerzen sind auch eine Begleiterscheinung der Dauererektion (Priapismus), welche als eine der Ursachen für erektile Dysfunktion gilt. Aufgrund der natürlichen und kaum vermeidbaren Morgenerektion können psychosomatische Probleme entstehen. Hierbei kann zu der körperlichen Belastung in Form des andauernden Bluthochdrucks in den Hoden eine psychisch verwurzelte Belastung hinzukommen, die das Risiko auf spätere Erektionsstörungen steigert.
Die weit verbreitete Vorstellung, dass bei einer Erregung ohne Orgasmus größere Mengen an Sperma hergestellt und danach in den Hoden gelagert werden, ist falsch. Das Phänomen der Blue balls wurde erst im Jahr 2000 zum Ziel wissenschaftlicher Untersuchungen. Vorher wurde der Begriff teilweise synonym zur Epididymitis (Entzündung der Nebenhoden) verwendet, welche außer den Symptomen wenig mit der beschriebenen Blutabflussstörung („Epididymitis erotica/sympathica“) gemein hat. Selbst in ärztlichen Fachkreisen besteht hierbei weiterhin Unsicherheit. Falsche Diagnosen und – viel schwerwiegender – falsche medikamentöse Behandlungen sind nicht auszuschließen.

## Begriff
Der Begriff Kavaliersschmerzen kommt von der Vorstellung, dass ein Kavalier höflich und umsorgend beim Geschlechtsverkehr seinen Orgasmus so lange hinauszögert, bis seine Partnerin/sein Partner sexuell befriedigt ist. Gründe für das Hinauszögern sind beispielsweise die längere Erregungsphase von Frauen oder der Wunsch nach mehrfachen Orgasmen, die beide Partner erleben können. Der Begriff Bräutigamsschmerzen kann aus den gleichen Gründen entstanden sein, bezieht sich aber vermutlich vor allem auf die traditionelle lange Phase der Enthaltsamkeit bei gleichzeitiger sexueller Erregung in der Verlobungszeit, in der diese Symptome besonders häufig auftraten. Der Kavaliersschmerz gehört zu den scherzhaft bezeichneten Flitterwochensymptomen.